# Tagoloan (Misamis Oriental)
Tagoloan ist eine philippinische Stadtgemeinde in der Provinz Misamis Oriental. Sie hat 73.150 Einwohner (Zensus 1. August 2015). In der Gemeinde liegt die Mündung des gleichnamigen Flusses Tagoloan.

## Baranggays
Tagoloan ist politisch in zehn Baranggays unterteilt.
- Baluarte
- Casinglot
- Gracia
- Mohon
- Natumolan
- Poblacion
- Rosario
- Santa Ana
- Santa Cruz
- Sugbongcogon